# Саранчуківська сільська рада
Саранчукі́вська сільська́ ра́да — адміністративно-територіальна одиниця та орган місцевого самоврядування в Бережанському районі Тернопільської області до 10 серпня 2017. Адміністративний центр — село Саранчуки.

## Загальні відомості
- Територія ради: 31,646 км²
- Населення ради: 1 066 осіб (станом на 2001 рік)

## Населені пункти
Сільській раді підпорядковані населені пункти:
- с. Саранчуки
- с. Базниківка

### Ліквідовані населені пункти[1]
- х. Войсовичівка;
- х. Гировиця;
- х. Соколиця.

## Географія
На території сільради розташована гідрологічна пам'ятка природи місцевого значення — Каскад Сокілецьких джерел.
Територією ради протікає річка Золота Липа.

## Склад ради
Рада складається з 16 депутатів та голови.
- Голова ради: Куртяк Василь Михайлович
- Секретар ради: Тимошенко Марія Йосипівна

### Керівний склад попередніх скликань
| Прізвище, ім'я, по батькові | Основні відомості                                                                          | Дата обрання | Дата звільнення |
| --------------------------- | ------------------------------------------------------------------------------------------ | ------------ | --------------- |
| Леськів Василь Андрійович   | Сільський голова, 1948 року народження                                                     | 26.03.2006   | 31.10.2010      |
| Куртяк Василь Михайлович    | Сільський голова, 1971 року народження, освіта вища, член політичної партії «Наша Україна» | 31.10.2010   | 12.11.2015      |
| Семенець Іван Мирославович  | Сільський голова ,1962 року народження, освіта вища ,позапартійний                         | 12.11.2015   |                 |

Примітка: таблиця складена за даними сайту Верховної Ради України

### Депутати
За результатами місцевих виборів 2010 року депутатами ради стали:

#### За суб'єктами висування
| Суб'єкт висування | Кількість обраних депутатів | %   |
| ----------------- | --------------------------- | --- |
| Самовисування     | 12                          | 100 |

#### За округами
| № округу | Прізвище, ім'я, по батькові   | Дата визнання обраним | Освіта             | Партійна приналежність                | Відомості про обраного депутата                                              |
| -------- | ----------------------------- | --------------------- | ------------------ | ------------------------------------- | ---------------------------------------------------------------------------- |
| 1        | Блавіцький Іван Володимирович | 15.12.2013            | незакінчена вища   | позапартійний                         | Бережанський агротехнічний інститут, студент                                 |
| 2        | Скіп Володимир Григорович     | 02.11.2010            | незакінчена вища   | член Політичної партії «Наша Україна» | Тернопільський національний педагогічний університет ім. В. Гнатюка, студент |
| 3        | Скіп Василь Григорович        | 02.11.2010            | вища               | член Політичної партії «Наша Україна» | загальноосвітня школа І-ІІІ ст. с. Саранчуки, вчитель                        |
| 4        | Пасемник Оксана Миколаївна    | 02.11.2010            | вища               | член Політичної партії «Наша Україна» | загальноосвітня школа І-ІІІ ст. с. Саранчуки, вчитель                        |
| 5        | Карлюк Оксана Іванівна        | 02.11.2010            | вища               | член Політичної партії «Наша Україна» | загальноосвітня школа І-ІІІ ст. с. Саранчуки, завуч                          |
| 6        | Качмарський Василь Степанович | 02.11.2010            | середня            | член Політичної партії «Наша Україна» | ЗАТ Потуторський деревообробний завод, робочий                               |
| 7        | Леськів Володимир Васильович  | 02.11.2010            | вища               | член Політичної партії «Наша Україна» | Саранчуківська місцева пожежна команда, начальник                            |
| 8        | Пасемник Степан Теодозійович  | 02.11.2010            | середня            | член Політичної партії «Наша Україна» | тимчасово не працює                                                          |
| 9        | Карась Віталій Богданович     | 02.11.2010            | вища               | член Політичної партії «Наша Україна» | ТзОВ ленд ком ЮА, водій                                                      |
| 10       | Буняк Володимир Григорович    | 02.11.2010            | середня спеціальна | член Політичної партії «Наша Україна» | ЗАТ Потуторський деревообробний завод, токар                                 |
| 11       | Русин Роман Петрович          | 02.11.2010            | вища               | член Політичної партії «Наша Україна» | тимчасово не працює                                                          |
| 12       | Осадца Михайло Зеновійович    | 02.11.2010            | незакінчена вища   | член Політичної партії «Наша Україна» | Тернопільський інститут соціальних та інформаційних технологій, студент      |
| 13       | Тимошенко Марія Йосифівна     | 02.11.2010            | середня спеціальна | член Політичної партії «Наша Україна» | Саранчуківська сільська рада, секретар                                       |
| 14       | Семенець Назар Іванович       | 02.11.2010            | незакінчена вища   | член Політичної партії «Наша Україна» | Тернопільський національний педагогічний університет ім. В. Гнатюка, студент |
| 15       | Дмитрів Ігор Володимирович    | 02.11.2010            | середня спеціальна | член Політичної партії «Наша Україна» | загальноосвітня школа І-ІІІ ст. с. Саранчуки, техпрацівник                   |
| 16       | Багрій Михайло Зеновійович    | 02.11.2010            | незакінчена вища   | позапартійний                         | Тернопільський інститут соціальних та інформаційних технологій, студент      |